# Ice on the Dune
Ice on the Dune è il secondo album in studio del gruppo musicale australiano Empire of the Sun, pubblicato il 14 giugno 2013 in Australia e il 18 giugno negli Stati Uniti dalla EMI.

## Promozione
Dopo un periodo di pausa, il gruppo pubblicò un trailer in cui annunciarono la pubblicazione di un nuovo album, dopo il successo ottenuto con quello precedente. Il disco è stato anticipato dal singolo di lancio Alive, pubblicato digitalmente il 16 aprile. Il 24 settembre è stato pubblicato il secondo singolo, DNA.

## Tracce
1. Lux – 1:25
2. DNA – 3:54
3. Alive – 3:24
4. Concert Pitch – 3:40
5. Ice on the Dune – 3:25
6. Awakening – 3:45
7. I'll Be Around – 4:30
8. Old Flavours – 3:54
9. Celebrate – 3:19
10. Surround Sound – 3:17
11. Disarm – 3:51
12. Keep a Watch – 4:28

## Formazione
- Empire of the Sun – voce, produzione

Altri musicisti
- Constance Hauman – voce (traccia 1)
- Henry Hey – arrangiamenti orchestrali (traccia 1)
- Brian Kilgore – percussioni (tracce 1, 7, 12)
- Ben Witt – chitarra (tracce 2, 4–5)
- Liam Gerner – chitarra (tracce 3, 5–6)
- Steven Bach – tastiera (traccia 3); pianoforte (traccia 12)
- Daniel Johns – voce (traccia 9)
- Jerry Barnes – basso (tracce 10, 12)
- Felix Bloxsom – batteria (traccia 10)
- Tawatha Agee, Everett Bradley, Sharon Bryant, Dennis Collins, Catherine Russell – cori (traccia 12)

Produzione
- Peter Mayes – produzione; ingegneria e missaggio (tracce 1, 4, 6–8, 10–12)
- Donnie Sloan – produzione (tracce 2–11)
- Șerban Ghenea – missaggio (tracce 2–3)
- Mark 'Spike' Stent – missaggio (traccia 5)
- Jason Cox – missaggio (traccia 9)
- Karen Thompson – mastering
- Steve Smart – mastering (tracce 5 e 7)
- Dave Homer – copertina